# Ioan Gruffudd
Ioan Gruffudd, född 6 oktober 1973 i Llwydcoed i Rhondda Cynon Taff i Wales, är en brittisk (walesisk) skådespelare.

## Biografi
Gruffudd brukade som barn delta i talangjakter hemma i Wales, där han i regel visade prov på sin sångtalang. Han fick sitt stora genombrott när har var 14 år, som skådespelare i den walesiska såpan Pobol y Cwm (ungefär "Folket i dalen"). 
I övre tonåren beslutade han sig för att satsa helt och fullt på skådespelarbanan, samt att börja studera drama. Han sökte därför in till the Royal Academy of Dramatic Art (RADA) i London. Efter sin examen fick han sin första roll i en nyinspelning av TV-serien Poldark (1997). Därefter följde små biroller i filmerna Titanic (1997) och Wilde (1997), innan han fick rollen som Horatio Hornblower i serien Hornblowers äventyr (1998-2003). 
Efter att skapat sig ett namn inom den brittiska TV-världen för Hornblowers äventyr, samt även huvudroller i Lysande utsikter (1999) baserad på Charles Dickens Lysande utsikter och krigsdramat Warriors (1999), spelade Gruffudd huvudrollen i barnfilmen 102 Dalmatiner (2000). Denna film fick ett varmt mottagande i USA och efter detta har Gruffudd lagt ner mycket tid på att försöka slå igenom ordentligt i USA. Han medverkar ofta i brittiska filmer och TV-produktioner. Bland hans filmer och TV-framträdanden finns bland annat de amerikanska filmerna Fantastic Four (2005), King Arthur (2004) och Black Hawk Down (2001), samt de brittiska filmatiseringarna av Tony Parsons populära bok Man and Boy (2002) respektive John Galsworthys Forsytesagan (2002). 
Ioan Gruffudd har även medverkat i Westlifes musikvideo till låten "Uptown Girl", samt spelat in ett flertal kassettböcker.

### Privatliv
Ioan Gruffudd har kymriska som modersmål. Han är äldst av tre syskon; hans bror Alun är två år yngre och systern Siwan är sju år yngre. Hans mor, Gill Gruffudd, är också skådespelare och hon har bland annat spelat mot sin son i den walesiska filmen Solomon & Gaenor (1998). 
Gruffudds bästa vän sedan de var barn är den tillike kymrisktalande skådespelaren Matthew Rhys (i Sverige främst känd som Edward Malone i TV-filmen En försvunnen värld (2001) samt som Kevin Walker i TV-serien Brothers & Sisters). De blev bästa vänner efter att den ett år yngre Rhys slog ner Gruffudd på skolgården i början av 1980-talet, och de har bland annat studerat tillsammans vid RADA, samt bott ihop i London.
Ioan Gruffudd var mellan åren 2007 och 2021 gift med skådespelerskan Alice Evans, som spelade mot honom i 102 dalmatiner, och paret har främst bott i USA. Tillsammans har de två döttrar, födda 2009 och 2013.

## Filmografi i urval
- 1987–1994 – Pobol y Cwm (TV-serie)
- 1997 – Poldark (TV-serie)
- 1997 – Wilde
- 1997 – Titanic
- 1998–2003 – Hornblowers äventyr (TV-serie)
- 1999 – Lysande utsikter (TV-serie)
- 1999 – Solomon & Gaenor
- 1999 – Warriors
- 2000 – 102 Dalmatiner
- 2001 – Another Life
- 2001 – Very Annie Mary
- 2001 – Black Hawk Down
- 2002 – Shooters
- 2002 – The Gathering
- 2002 – Man and Boy
- 2002 – Forsytesagan (TV-serie)
- 2003 – Y Mabinogi (röst)
- 2004 – King Arthur
- 2005 – Fantastic Four
- 2006 – Amazing Grace
- 2007 – Fantastic Four: Rise of the Silver Surfer
- 2009 – The secret of Moonacre
- 2011 – Sanctum
- 2011 – Ringer (TV-serie)
- 2014 – Forever (TV-serie)
- 2017 – Ord mot ord (TV-serie)
- 2024 – Bad Boys: Ride or Die